# بیمارستان سیدالشهدا (زهک)
بیمارستان سیدالشهدا بیمارستانی است درمانی واقع در شهر زهک، استان سیستان و بلوچستان وابسته به دانشگاه علوم پزشکی زابل است.